# Elżbiecin (powiat ciechanowski)
Elżbiecin – kolonia w Polsce, położona w województwie mazowieckim, w powiecie ciechanowskim, w gminie Opinogóra Górna.
W latach 1975–1998 miejscowość należała administracyjnie do województwa ciechanowskiego.
Kolonia jest sołectwem.